# Пшонслав
Пшонслав (пол. Prząsław) — село в Польщі, у гміні Єнджеюв Єнджейовського повіту Свентокшиського воєводства.
Населення — 340 осіб (2011).
У 1975-1998 роках село належало до Келецького воєводства.

## Демографія
Демографічна структура на день 31 березня 2011 року:
|          | Загалом | Допрацездатний вік | Працездатний вік | Постпрацездатний вік |
| -------- | ------- | ------------------ | ---------------- | -------------------- |
| Чоловіки | 168     | 27                 | 128              | 13                   |
| Жінки    | 172     | 31                 | 106              | 35                   |
| Разом    | 340     | 58                 | 234              | 48                   |